# Pentascyphus
Pentascyphus es un género con una especies de plantas de flores perteneciente a la familia Sapindaceae. 

## Especies seleccionadas
- Pentascyphus thyrsiflorus